# Miltochrista pallida
Miltochrista pallida är en fjärilsart som beskrevs av Bremer 1884. Miltochrista pallida ingår i släktet Miltochrista och familjen björnspinnare. Inga underarter finns listade i Catalogue of Life.